# Salles-d'Angles
Salles-d'Angles è un comune francese di 1 096 abitanti situato nel dipartimento della Charente, nella regione della Nuova Aquitania.

## Società

### Evoluzione demografica
Abitanti censiti